# Domba (Sikasso)
Domba es una comuna o municipio del círculo de Buguni de la región de Sikasso, en Malí. En abril de 2009 tenía una población censada de 13 847 habitantes.
Se encuentra ubicada al suroeste del país y al oeste de la región de Sikasso, a poca distancia del río Níger, de la frontera con República de Guinea y Costa de Marfil y al sur de la capital nacional, Bamako.